# François Laurent Xavier Levrault
Pour les articles homonymes, voir Levrault.
François Laurent Xavier Levrault, dit Levrault l'aîné, est un imprimeur-éditeur strasbourgeois, conseiller de préfecture et recteur d'académie, né à Strasbourg le 10 août 1762 et mort dans la même ville le 17 mai 1821.

## Biographie
François Laurent Xavier Levrault est le fils de l'imprimeur-libraire strasbourgeois François Georges Levrault (1722-1798) et de Maria Anna Eléonora Christmann (1737-1788). Il est l'élève du Collège royal de Strasbourg puis poursuit des études à la faculté de droit où il est l'élève de Christophe-Guillaume Koch (1737-1813) et de Jean-Daniel Reisseissen (1735-1817). Il obtient sa licence de droit après avoir présenté sa thèse de droit sur la torture, Dissertatio juridica de tortura, soutenue le 2 février 1782. Il est reçu reçu docteur en philosophie le 18 avril 1790 et docteur ès-lettres en 1810.
Il commence par travailler dans l'imprimerie familiale puis devient chef de bureau à l'intendant d'Alsace, Antoine Chaumont de la Galaizière, et avocat au Conseil souverain d'Alsace en 1785, juge à la Maréchaussée, échevin, avocat général au Magistrat de Strasbourg et imprimeur épiscopal en 1789.

### De 1789 à 1792
Il est très impliqué dans la vie publique dès les débuts de la Révolution. Il est à Paris en octobre 1789 à la demande de la municipalité pour obtenir l'armement de la garde nationale de Strasbourg. Il obtient du ministre de la guerre, Jean-Frédéric de La Tour du Pin Gouvernet, l'envoi de 4 000 fusils après avoir soutenu de Dietrich qui est protestant alors qu'il est catholique et répondu à l'inquiétude du ministre sur des rumeurs affirmant que les protestants et les catholiques de la ville allaient s'affronter. En décembre 1789, il est en Allemagne pour obtenir le passage de blé d'Allemagne en France. Le 15 janvier 1790, il est un des membres fondateurs de la Société de la Révolution de Strasbourg qui a pris ensuite le nom de Société des amis de la Constitution et qu'il préside à partir du 17 avril 1790. Dans une des premières réunions il a parlé en faveur des Juifs, ce qui lui a valu d'être qualifié de « mauvais citoyen ». Une nouvelle municipalité est élue le 16 mars avec à sa tête Philippe-Frédéric de Dietrich. « Enthousiaste des commencements de la Révolution, il ne tarda pas de s'en séparer » d'après Édouard Sitzmann. Il s'est attaché à Philippe-Frédéric de Dietrich et à la royauté constitutionnelle. La nouvelle municipalité le nomme avocat général de la ville le 15 janvier, puis le 11 novembre 1790 substitut au procureur de la commune et procureur général syndic du département du Bas-Rhin mais suspendu après le 10 août 1792.

### Face à l'opposition des catholiques à la Constitution civile du clergé
La promulgation de la loi sur la Constitution civile du clergé va l'amener à entrer en conflit avec le cardinal-évêque de Strasbourg, Louis-René de Rohan. Il s'oppose à une « Instruction pastorale » du cardinal datée du 28 novembre et d'Ettenheim et présente un réquisitoire devant le corps municipal le 1er décembre. La municipalité le mandate pour faire respecter l'interdiction prise par la municipalité de lire l'instruction pastorale du cardinal en chaire. Des catholiques créent le 15 janvier 1791 la Société des catholiques romains et font publier deux pamphlets contre Dietrich et lui : la Conversation patriotique et le Dîner patriotique. Le 20 janvier il demande à la municipalité d'interdire les réunions de la Société des catholiques romains. Le 27 janvier, il publie une déclaration contre le cardinal de Rohan qui est dépossédé de son siège épiscopal à la suite de son refus du serment civique. L'élection du nouvel évêque est fixée le 6 mars. François-Antoine Brendel est élu évêque constitutionnel mais les séminaristes et la plupart des curés refusent de le reconnaître et le cardinal de Rohan le déclare hérétique. L'opposition des curés au serment civique va l'occuper plusieurs mois. 

### Opposition des Jacobins
Il est membre du directoire du département du Bas-Rhin depuis février 1791. Après la fuite de Varennes en juin 1791, il fait un discours patriotique le 14 juillet dans lequel il déclare en parlant du roi « Nous l'avons arraché de nos cœurs ». Le 29 août 1791 ont lieu les élections à l'Assemblée nationale législative. Sont élus députés Argobat, Brunck, Koch, Mathieu et Rühl. Victor de Broglie, Gloutier, Schœll et Levrault sont élus au directoire du département, députés suppléants. 
Après la chute de Roland, le 13 juin 1792, et la journée du 20 juin 1792, il signe une lettre contre les évènements parisiens. Les Jacobins strasbourgeois chercher à se débarrasser de Dietrich et Levrault. Ils insinuent que Dietrich est en relation avec les ennemis de la patrie. Après la chute de la royauté, Dietrich est convoqué à Paris le 21 août. Levrault soutient Dietrich devant les commissaires Custine, Chassey et Regnier envoyés à Strasbourg, mais Roland rétabli dans son poste de ministre de l'Intérieur suspend le conseil de la commune de Strasbourg. Les commissaires Carnot, Prieur et Ritter nomment le médecin Meinrade Augustin Lachausse maire provisoire. Levrault est destitué par les commissaires Couturier, Rühl et Dentzel le 18 janvier 1793. Il se réfugie chez son père à Neuwiller puis revient à Strasbourg. Il se marie le 5 février 1793 avec Caroline Schertz (1775-1850) et se sont mis d'accord pour que les fils soient catholiques et les filles protestantes. Il prend la défense de Dietrich devant le tribunal révolutionnaire de Besançon le 19 mars. Il est imposé par Saint-Just et Lebas de 30 000 livres le 31 octobre qu'il paie le 16 novembre.

### Fuite à Bâle
Considéré comme suspect, il se retire à Ban de la Roche. Il est rappelé par ses concitoyens, il redevient membre du conseil municipal, mais de nouveau suspendu, il est menacé et doit fuir. Euloge Schneider veut l'arrêter et la gendarmerie le recherche dans les papèteries de Wasselonne, d'Abreschviller, à Wasserling chez son ami Jean Koechlin (1746-1836) puis à Bâle en décembre 1793 où il passe deux ans comme compositeur et correcteur chez l'imprimeur Guillaume Haas (1741-1800). 
Il est radié de la liste des émigrés et rentre à Strasbourg en janvier 1795. Il retrouve son établissement de Strasbourg qui a été géré seul par son frère Louis.

### Entre 1795 et 1815
Il reprend vite une carrière publique. En 1797 il est nommé membre de la Commission des hospices. Après le Coup d'État du 18 Brumaire, il est membre du conseil général du Bas-Rhin en 1800, membre du collège électoral du département. Il combat le monopole du tabac. Il est président du canton est de Strasbourg et adjoint au maire de Strasbourg en 1808. Il est inspecteur de l'académie de Strasbourg en 1809 et s'emploie ç développer l'enseignement du français. Il est conseiller de préfecture du Bas-Rhin en 1812. Pendant les invasions de 1814-1815, il se dévoue à ses concitoyens avec un zèle infatigable.

### Après la Restauration
La Restauration lui a maintenu toutes ses dignités et charges. Le maréchal Gouvion-Saint-Cyr lui a proposé le poste de préfet du Bas-Rhin qu'il a refusé. Il est président de l'assemblée électorale du Bas-Rhin en 1816. Louis XVIII l'a nommé recteur de l'académie de Strasbourg le 6 novembre 1818, fonction qu'il a occupé jusqu'à sa mort le 17 mai 1821.

### La maison Levrault frères
Après la mort de son père en 1798, il s'associe avec ses frères Louis et Nicolas. L'établissement prend la raison sociale Levrault frères. Il ouvre une librairie à Paris qui est suivie par une imprimerie. La maison connaît de graves difficultés en 1803, mais il parvient à la redresser. Il utilise alors la raison "F. G. Levrault" qui était celle de son père. Entre 1803 et 1806, il est associé avec son frère Louis et Frédéric Schoell à Bâle sous la raison sociale Levrault, Schoel et Cie. Il est breveté imprimeur à Strasbourg le 15 juillet 1811 et libraire le 1er janvier 1813. De nouvelles difficultés financières sont dues à la perte des presses au passage de la Bérézina en 1813.  
Après sa mort, son frère Louis-Charles Levrault est breveté à sa succession à Strasbourg le 12 novembre 1823.

## Publications
- Essai sur la torture, 1782.
- Instruction sur une bonne méthode d'enseignement primaire connue sous le nom d'enseignement mutuel et simultané, 1819.
- Le Guide de l'instituteur primaire pour l'enseignement du calcul et plus particulièrement du système métrique, 1822.

## Famille
L'origine de la famille se trouverait dans le Poitou où on trouve des Levrault à Naintré mais Édouard Sitzmann la dit originaire du Midi, dans la région de Villefranche mais sans préciser quel Villefranche. Un membre de la famille Levrault quitte la région après la révocation de l'édit de Nantes (1685) pour rejoindre la Hollande mais s'est finalement établi en Lorraine.
- Nicolas François Levrault (†1725), tabellion à Ogéviller, marié à Anne Dupuy (†1726),
  - François-Georges Levrault (Ogéviller 1722-Strasbourg 1798). Orphelin, il est élevé à Ogéviller puis il s'est rendu à Strasbourg où il est entré à l'imprimerie royale et catholique de Guillaume Schmuck. Le gendre de Guillaume Schmuck, Jean-Robert Christmann lui a succédé. Il s'est marié à Maria Anna Eléonora Christmann (1737-1788), la petite-fille de Guillaume Schmuck et a pris la tête de la maison d'imprimerie en 1771.
    - François-Laurent-Xavier Levrault marié le 5 février 1793 à Caroline Schertz (1775-1850), fille de Jean-Georges Schertz (1745-1818)
      - Amélie Levrault (1793-1818)
      - Philippine Levrault (1795- )
      - Adèle Victoire Caroline Levrault (1798-1869) mariée en 1822 à Jean Charles Pitois (1792-1843), imprimeur gérant de la maison Levrault à Paris,
        - Louise Caroline Mathilde Pitois (1823- ) mariée en 1840 avec Georges Eugène Berger '1808-1874), pasteur
        - Anna Caroline Éléonore Pitois (1826-1895), mariée en 1861 avec François George Oscar Berger-Levrault (1826-1903), son cousin,

      - Antoinette Louise Victoire Eléonore Levrault (1801-1879) mariée en 1825 à Pierre Frédéric Berger (1796-1837)
        - François George Oscar Berger-Levrault (1826-1903), marié en 1851 à Anna Caroline Eléonore Pitois (1826-1895), sa cousine,
        - Alfred Berger-Levrault (1827-1847),
        - Frédéric Xavier Berger-Levrault (1834-1886), lieutenant de vaisseau, mort en Cochinchine,
        - Lucie Berger (1836-1906)

    - Louis Charles Levrault (1764-1824), avocat au parlement de Paris, imprimeur, marié Philippine Lichtlé, fille de Joseph Wilhelm Constantini Liechtlé (1728-1797), directeur de la monnaie de Strasbourg, et de Marie Crescence Reibel,
    - Nicolas Pierre Levrault (1767-1812), imprimeur, il a suivi partout la Grande Armée avec son personnel et ses presses. Il a perdu ses presses au passage de la Bérézina. Il est mort à Wilna en novembre 1812.
    - François Xavier Levrault (1773-1844) , il s'est engagé comme volontaire à la sortie du collège. Chef d'escadron de l'Armée de terre. Premier consul l'a nommé imprimeur de l'armée. Il a cédé cette charge à son frère Nicolas Pierre. Il s'est établi imprimeur à Dusseldorf où il a publié la traduction en allemand du Code Napoléon. Il est rentré à Strasbourg en 1813. Il s'est ensuite retiré à Obernai où il est mort. Il s'est marié en 1803 à Obernai à Antoinette Geneviève Lichtlé (1781-1860), sœur de Philippine.
      - Louis Levrault (1803-1876), receveur municipal à Obernai, marié à Hortense Graff,
        - Xavier Levrault (1849-1939), garde général des forêts,

      - Antoinette Levrault (1821- ) marié à Charles Adolphe Roederer (1809- ).

## Distinctions
- Chevalier de la Légion d'honneur, le 14 juillet 1816[7].